# Michael Creed (Politiker)

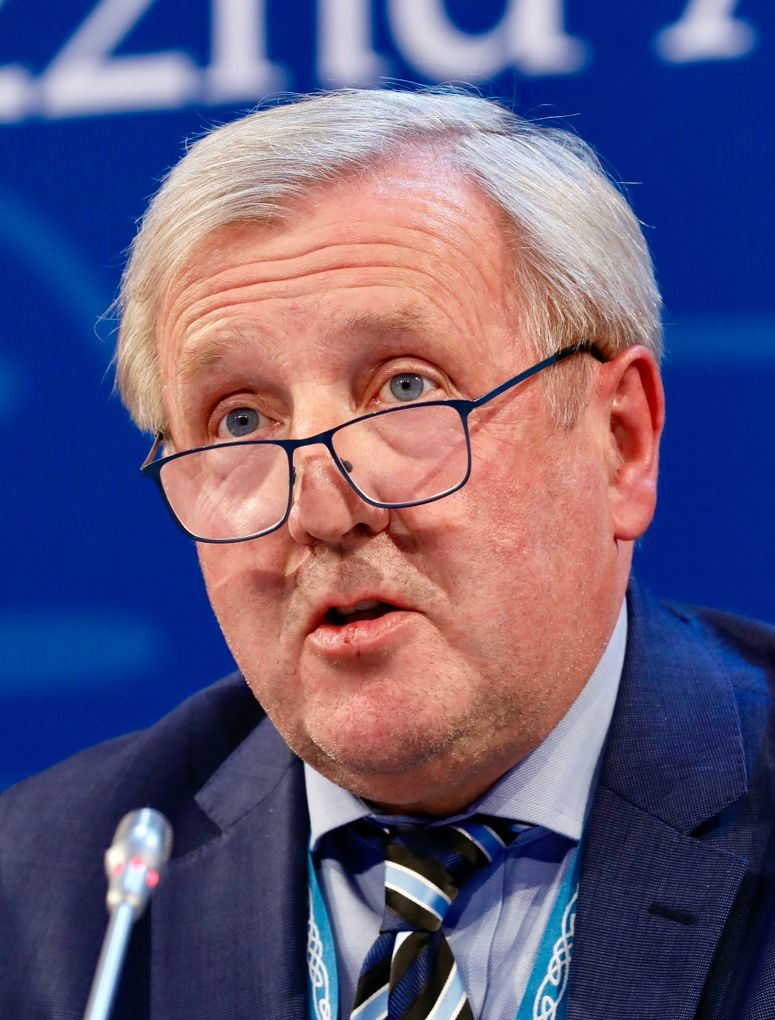
Michael Creed (2024)

Michael Creed (irisch Micheál Ó Críod; * 29. Juni 1963 in Macroom, County Cork) ist ein irischer Politiker und Mitglied der Fine Gael.

## Leben
Creed erhielt seinen Schulabschluss am St Colman’s College in Fermoy und studierte am University College Cork und am Dublin Institute of Technology (College of Commerce in Rathmines) Lehramt und Rechtswissenschaften. 
1985 wurde er erstmals in den Cork County Council für den Wahlbezirk Bandon gewählt. Diesen Sitz behielt er bis 2007.
Bei den Wahlen zum Dáil Éireann 1989 gelang ihm erstmals der Einzug in das irische Unterhaus für den Wahlkreis Cork North-West. Er blieb bis zur Niederlage bei den Wahlen 2002 Abgeordneter (Teachta Dála). Schon bei den Wahlen 2007 konnte er den Sitz zurückerobern und diesen 2011, 2016 und 2020 verteidigen. 
Am 6. Mai 2016 wurde Creed irischer Minister für Landwirtschaft, Fischerei und Ernährung im Kabinett Kenny II. Auch in der Regierung Varadkar I blieb er auf diesem Posten. Erst mit der neuen Koalition 2020 musste er ihn an Barry Cowen abgeben.

## Privates
Michael Creed ist der Sohn von Donal Creed (1924–2017), ebenfalls Teachta Dála, MdEP und ehemaliger Staatsminister für Gesundheit und Erziehung. Mit seiner Frau Sinéad hat er drei Kinder.